# Alvin és a mókusok a világ körül
Az Alvin és a mókusok a világ körül (eredeti cím: The Chipmunk Adventure) 1987-ben bemutatott egész estés amerikai zenés rajzfilm, amely azonos című televíziós rajzfilmsorozat alapján készült. A forgatókönyvet Janice Karman és Ross Bagdasarian Jr. írta, a rajzfilmet Janice Karman rendezte, a zenéjét Randy Edelman szerezte, a producere Ross Bagdasarian Jr. volt.
Amerikában 1987. május 22-én mutatták be a mozikban, Magyarországon 1992. szeptember 16-án adták ki VHS-en.

## Szereplők
| Szereplő                | Eredeti hang          | Magyar hang               |
| ----------------------- | --------------------- | ------------------------- |
| Dave Seville            | Ross Bagdasarian, Jr. | Csankó Zoltán             |
| Alvin                   | Ross Bagdasarian, Jr. | Bor Zoltán                |
| Simon                   | Ross Bagdasarian, Jr. | Bolba Tamás               |
| Theodore                | Janice Karman         | Szokol Péter              |
| Brittany                | Janice Karman         | Kökényessy Ági            |
| Jeanette                | Janice Karman         | Tallós Rita               |
| Eleanor                 | Janice Karman         | Somlai Edina              |
| Beatrice Miller         | Dody Goodman          | Czigány Judit             |
| Claudia Furschtien      | Susan Tyrrell         | Kocsis Mariann            |
| Klaus Furschtien        | Anthony De Longis     | Rosta Sándor              |
| Jamal felügyelő         | Ken Sansom            | Csurka László             |
| Arab herceg             | Nancy Cartwright      | Jávor Dániel              |
| Törzsfőnök              | Frank Welker          | Izsóf Vilmos              |
| Sophie                  | Frank Welker          | saját hangján             |
| Pingvin fióka           | Frank Welker          | saját hangján             |
| Mario, a komornyik      | N/A                   | Szalay Imre               |
| Mr. Schtaine            | N/A                   | Kardos Gábor              |
| Szolga                  | N/A                   | Imre István               |
| Jawal felügyelő emberei | N/A                   | Orosz István Zágoni Zsolt |

## Betétdalok
Számlista:
1. Chipmunk Adventure Theme – Royal Philharmonic Orchestra
2. I, Yi, Yi, Yi, Yi/Cuanto le Gusta – The Chipmunks
3. Off to See the World – The Chipmunks and the Chipettes
4. Weekend in France, Italy, England, Amsterdam, Greece... – David Seville and the Chipmunks
5. The Girls and Boys of Rock and Roll – The Chipmunks and the Chipettes
6. Flying with the Eagles – The Chipmunks and the Chipettes
7. Getting Lucky – The Chipettes
8. Mexican Holiday – The Chipmunks
9. My Mother" – The Chipettes
10. Wooly Bully – The Chipmunks
11. Diamond Dolls – The Chipettes